# فردریک گودفلو
فردریک گودفلو (انگلیسی: Frederick Goodfellow; ۷ مارس ۱۸۷۴ – ۲۲ نوامبر ۱۹۶۰) ورزشکار طناب‌کشی اهل بریتانیا بود.